# کلاس سفر

طرح صندلی هواپیمای جت پهن پیکر معمولی (بوئینگ ۷۴۷–۴۰۰ شرکت آسیانا ایرلاینز)

کلاس مسافرتی به کیفیت اقامت در حمل و نقل عمومی اشاره دارد. این اقامت می‌تواند یک صندلی یا یک کابین باشد. کلاس‌های سفر بالاتر به گونه‌ای طراحی شده‌اند که راحتی بیشتری را ارائه دهند و معمولاً هزینه بیشتری دارند.

## خطوط هوایی
به‌طور سنتی، یک هواپیما به سه کلاس تقسیم می‌شود: کلاس درجه یک، کلاس تجاری و کلاس اقتصادی، که گاهی به آن‌ها کابین‌ها نیز گفته می‌شود. در سال‌های اخیر، برخی از خطوط هوایی یک کلاس اقتصادی پریمیوم به عنوان یک کلاس میانی بین کلاس اقتصادی و کلاس تجاری اضافه کرده‌اند.
هر کلاس به دسته‌های نامحسوس دیگری به نام کلاس‌های رزرو یا نرخ تقسیم می‌شود که اگرچه در یک کابین مشابه رزرو شده‌اند، اما از نظر شرایط و مزایای خارج از کابینی که سفر در آن کلاس انجام گرفته، تفاوت دارند. این تفاوت‌ها شامل امتیازهای مسافرت مکرر، محدودیت بار، سیاست تغییر یا بازپرداخت و غیره می‌شود.

## کشتی‌های اقیانوس پیما
قبل از اینکه کشتی‌های کروز بر تجارت کشتی‌های مسافری تسلط پیدا کنند، کشتی‌های اقیانوس‌پیما دارای کلاس‌های خدمات بودند که معمولاً به عنوان کلاس درجه یک، کلاس درجه دو و کلاس پایین (Steerage) دسته‌بندی می‌شدند. شرکت‌هایی مانند کونارد لاین این سنت را ادامه می‌دهند و کابین‌های Queen's Grill, Princess Grill و Britannia را ارائه می‌دهند که هر کدام دارای لژها و رستوران‌های اختصاصی خود در کشتی هستند.

## قطارها
قطارها معمولاً دارای کلاس درجه یک (کلاس بالاتر) و کلاس درجه دو (که در بریتانیا به عنوان کلاس استاندارد شناخته می‌شود) هستند. برای قطارهایی که امکانات خواب دارند، ممکن است سطوح بیشتری از لوکس بودن وجود داشته باشد.

### چین
قطارهای سنتی معمولاً کلاس‌های زیر را بسته به مسیر ارائه می‌دهند: خواب نرم، خواب سخت، صندلی نرم و صندلی سخت.
قطارهای سریع‌السیر راه‌آهن چین (CRH) کلاس‌های زیر را ارائه می‌دهند: خواب نرم (که فقط در چند مسیر شبانه موجود است)، صندلی تجاری، صندلی کلاس درجه یک و صندلی کلاس درجه دو.

### تایوان
قبل از سال ۱۹۴۹، بیشتر دفاتر راه‌آهن (زیر نظر وزارت حمل و نقل) دارای ساختار سه‌کلاسی بودند. مانند بسیاری از موارد معاصر، تعداد کمی از مردم قادر به پرداخت هزینه کلاس درجه یک یا حتی کلاس درجه دو بودند، بنابراین گاهی در برخی قطارها خدمات کلاس درجه یک یا دو در دسترس نبود. برخی خطوط حتی به ارائه یک «خدمات» کلاس درجه چهار با واگن‌های بار پرداختند.
در سال ۱۹۴۹، اولین «قطار سریع‌السیر با صندلی‌های رزرو شده» (特快對號車) در اداره راه‌آهن تایوان معرفی شد و خدمات سه‌کلاسی را ارائه داد که به‌صورت محلی از دوران استعمار ژاپن به ارث رسیده بود. این ساختار برای تمام قطارها، چه عادی و چه سریع‌السیر، تا سال ۱۹۵۳ معمول بود.
در سال ۱۹۵۳، «قطار سریع‌السیر برابری» معرفی شد که فقط واگن‌های کلاس درجه دو داشت. در نهایت، تمام قطارهای سریع‌السیر به جز تنهای قطار سریع‌السیر محدود، تنها خدمات کلاس درجه دو را ارائه دادند و تمام قطارهای دیگر و کندتر فقط خدمات کلاس درجه سه را داشتند. این موضوع باعث شد که کیفیت خدمات با سرعت قطار مرتبط شود. قطار سریع‌السیر دیزلی در سال ۱۹۵۶ با تنها یک کلاس معرفی شد.
در سال ۱۹۶۰، با اصلاح قطارهای سریع‌السیر (قطار سریع‌السیر با صندلی‌های رزرو شده و قطار سریع‌السیر دیزلی به یک نرخ ادغام شدند)، تمام قطارهای مسافری به‌طور رسمی تنها یک کلاس را ارائه دادند؛ بنابراین، تمام قطارهای سریع‌السیر فقط واگن‌های کلاس درجه دو داشتند و سایر قطارها فقط کلاس دره سه را ارائه می‌دادند. با گذشت زمان، انواع بیشتری از واگن‌ها معرفی شدند، اما این موارد به‌عنوان انواع واگن به‌جای کلاس‌ها در نظر گرفته شدند.

### اروپا

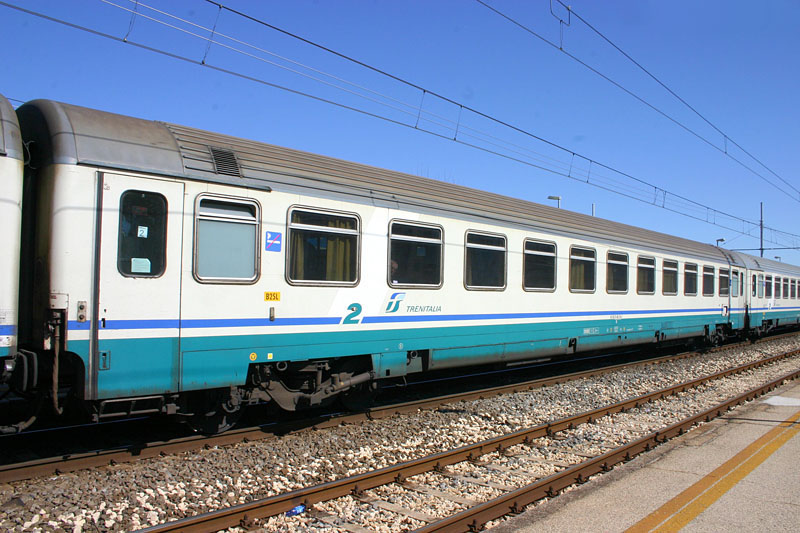
واگن مسافری ایتالیایی، با نشان «۲» که نشان‌دهنده درجه دو است

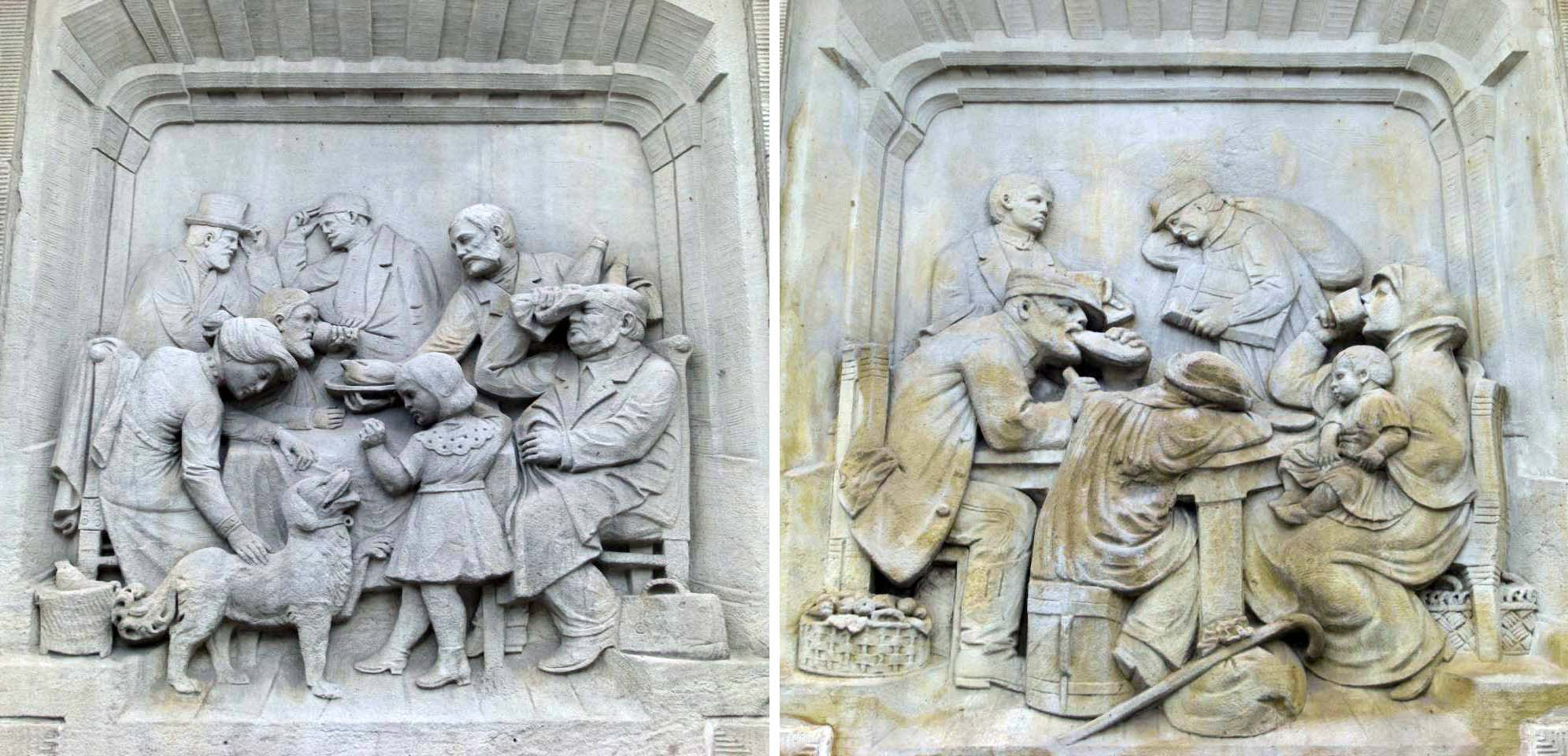
تصاویر کلاس سفر در آغاز قرن بیستم. نمایندگی رستوران‌های ایستگاهی درجه یک و دو (سمت چپ) و درجه سه (راست). نقش برجسته ایستگاه قطار Iml متز فرانسه.

در آغاز دوران راه‌آهن در اروپا، تقریباً هر اپراتور راه‌آهن سه کلاس برای خدمات مسافری ارائه می‌داد: «کلاس درجه یک» لوکس‌ترین و کم‌تقاضاترین کلاس بود که مجهز به صندلی‌های مجلل روکش‌دار بود، در حالی که «کلاس درجه دو» نیز صندلی روکش‌دار، اما در سطح پایین‌تری و با فضای نشیمن کمتر داشت. در مقابل، «کلاس درجه سه» تنها صندلی‌های چوبی ارائه می‌داد. در حالی که بیشتر قطارهای مسافری فقط یک یا دو واگن «کلاس درجه یک» و «کلاس درجه دو» داشتند، واگن‌های دیگر فقط «کلاس درجه سه» بودند.

### آمریکای شمالی
در ایالات متحده و کانادا، کلاس‌های قطار مشابه کلاس‌های هواپیما هستند، اگرچه احتمالاً خطوط هوایی از کلاس‌های قطارهای زمان خود که در حال شکل‌گیری بودند (مانند: درجه یک، بیزنس، و کلاس اقتصادی) الگو برداری کرده‌اند. قطارهای امترک آسلا اکسپرس دارای دو کلاس هستند: کلاس درجه یک و کلاس بیزنس. قطارهای امترک منطقه‌ای شمال شرق دارای کلاس بیزنس و کلاس اقتصادی هستند. Via Rail کانادا نیز همان کلاس‌ها را دارد که امترک ارائه می‌دهد. قطارهایی که دارای واگن‌های خواب هستند، سطوح اضافی دارند. قطارهای حومه‌ای در ایالات متحده و کانادا به ندرت چندین کلاس خدمات ارائه می‌دهند.

## تراموا

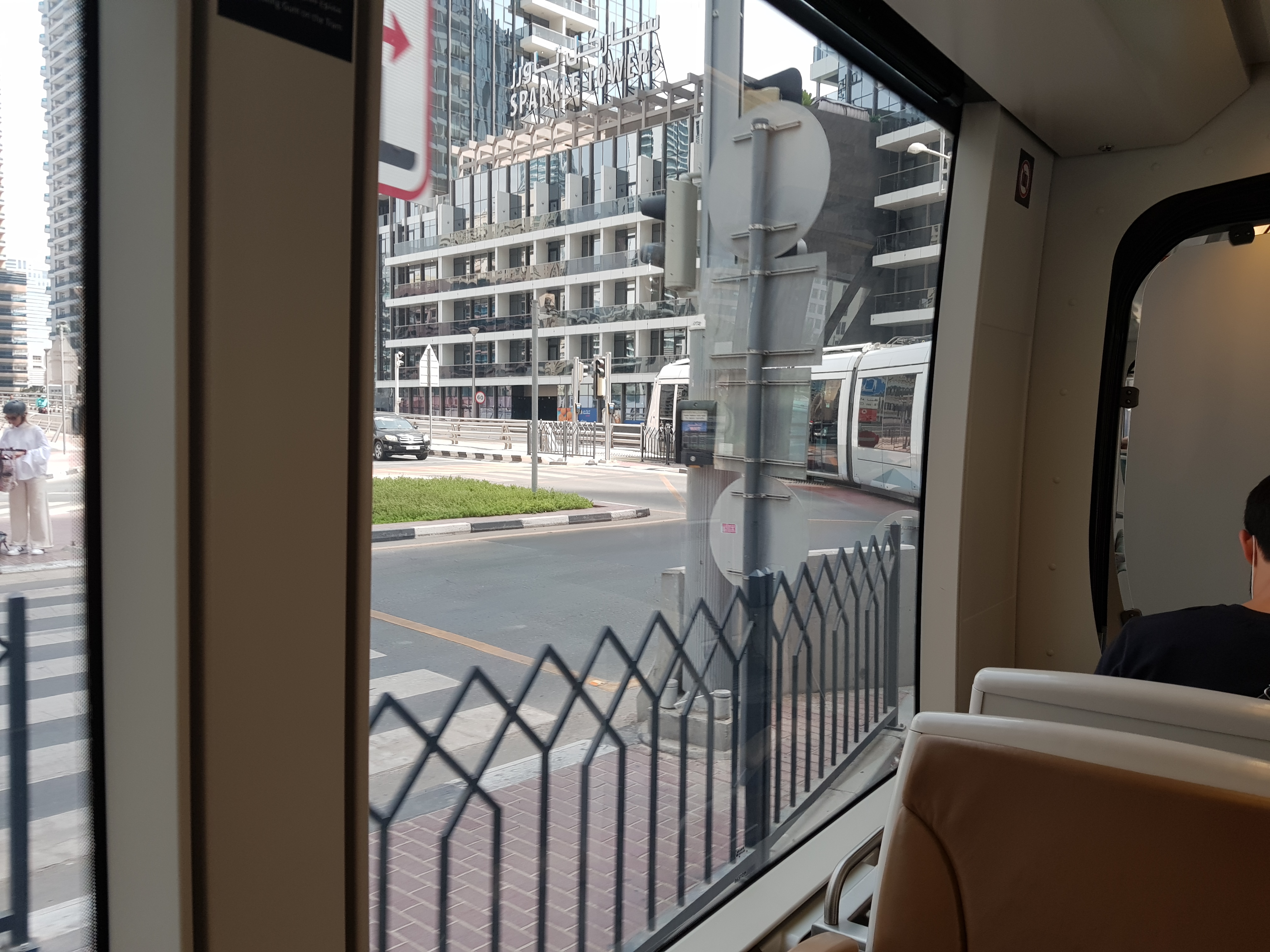
بخش طلایی تراموا دبی

تراموا دبی، امارات دارای کلاس طلایی برای سفرهای درجه یک است.